# إميل هاوغ
إميل هاوغ (بالفرنسية: Émile Haug)‏ هو بروفيسور وجيولوجي فرنسي، ولد في 19 يونيو 1861 في دروسينهيم في فرنسا، وتوفي في 28 أغسطس 1927 في نيديربرون ليه باينس في فرنسا.

## وصلات خارجية
- إميل هاوغ على موقع الموسوعة البريطانية (الإنجليزية)